# Trematodon assamensis
Trematodon assamensis är en bladmossart som beskrevs av Brotherus in G. Roth 1911. Trematodon assamensis ingår i släktet tranmossor, och familjen Bruchiaceae. Inga underarter finns listade i Catalogue of Life.